# Lista de telenovelas da Univision
Lista de títulos de telenovelas da Univisión por ano.

## Telenovelas por ordem de transmissão

### Década de 1990
| #  | Ano  | Telenovela          | Escritor       | Produtor                | Ref.  |
| -- | ---- | ------------------- | -------------- | ----------------------- | ----- |
| 01 | 1995 | Morelia             | Delia Fiallo   | José Enrique Crousillat | [ 1 ] |
| 02 | 1997 | María Celina        | Frank Bonilla  | Alfredo Schwarz         | [ 2 ] |
| 03 | 1998 | La mujer de mi vida | Mariela Romero | Alfredo Schwarz         | [ 3 ] |
| 04 | 1999 | Enamorada           | Mariela Romero | Alfredo Schwarz         |       |

### Década de 2000

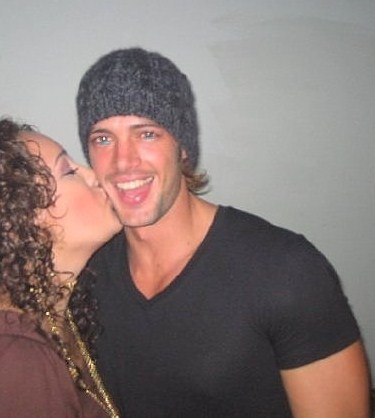
William Levy ele se tornou famoso por atuar em Olvidarte jamás, Mi vida eres tú e Acorralada.

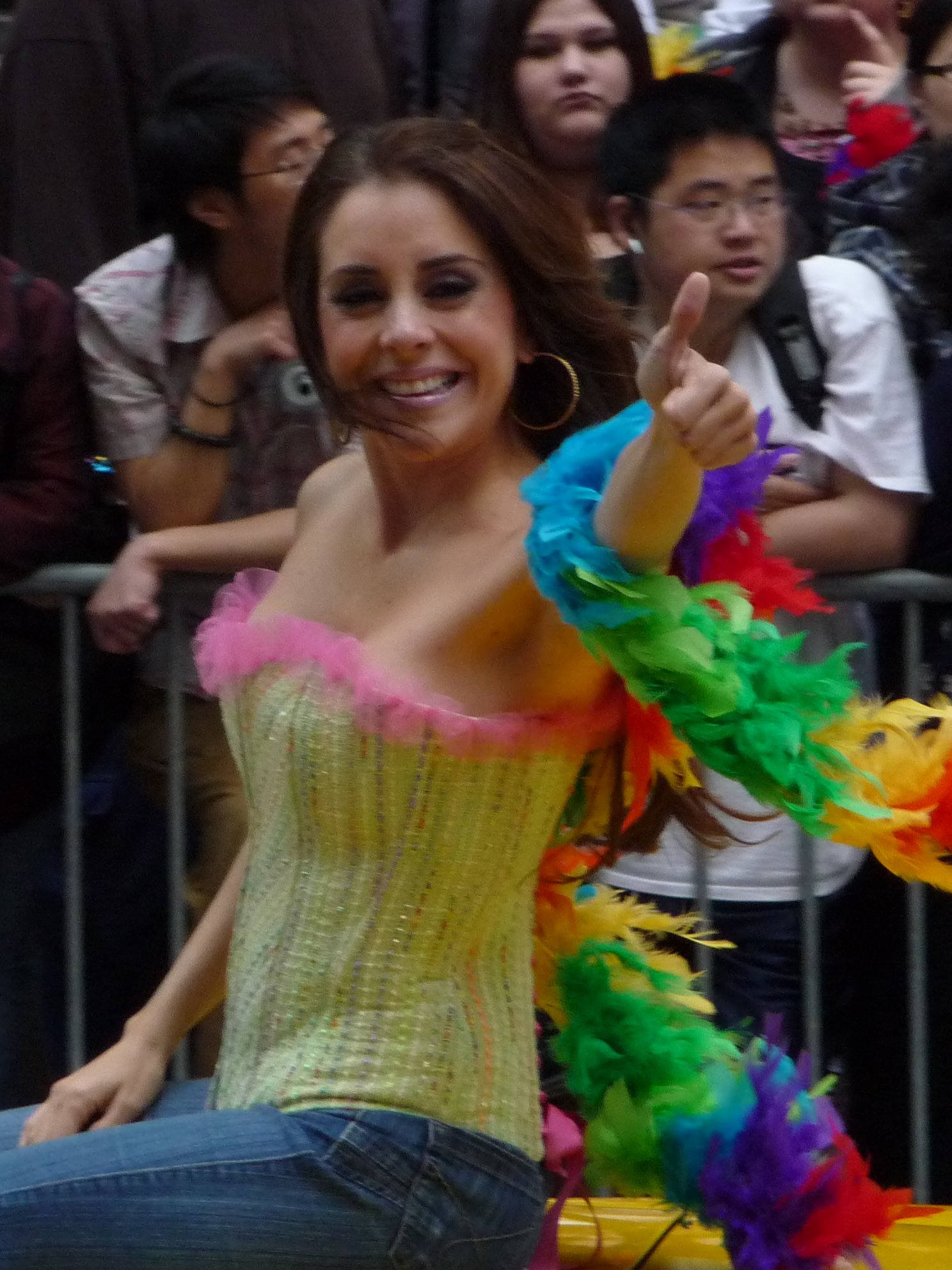
Karyme Lozano participou de Soñar no cuesta nada e El Talismán.

| #  | Ano  | Telenovela                | Escritor                           | Produtor                                   | Ref. |
| -- | ---- | ------------------------- | ---------------------------------- | ------------------------------------------ | ---- |
| 05 | 2000 | La revancha               | Mariela Romero                     | Alfredo Schwarz                            |      |
| 06 | 2001 | Secreto de amor           | Alberto Gómez                      | Alfredo Schwarz                            |      |
| 07 | 2002 | Gata salvaje              | Alberto Gómez                      | Alfredo Schwarz                            |      |
| 08 | 2002 | Te amaré en silencio      | Enrique Torres                     | Ricardo Freixa                             |      |
| 09 | 2003 | Rebeca                    | Alberto Gómez                      | Alfredo Schwarz                            |      |
| 10 | 2003 | Ángel rebelde             | Alberto Gómez                      | Alfredo Schwarz                            |      |
| 11 | 2004 | Inocente de ti            | Carlos Romero                      | Nathalie Lartilleux Nicaud Alfredo Schwarz |      |
| 12 | 2004 | Soñar no cuesta nada      | Verónica Suárez                    | Peter Tinoco Ana Teresa Arismendi          |      |
| 13 | 2005 | El amor no tiene precio   | María Antonieta "Calú" Gutiérrez   | Alfredo Schwarz                            |      |
| 14 | 2005 | Olvidarte jamás           | Verónica Suárez                    | Peter Tinoco Ana Teresa Arismendi          |      |
| 15 | 2006 | Mi vida eres tú           | Verónica Suárez                    | Peter Tinoco Ana Teresa Arismendi          |      |
| 16 | 2006 | Las dos caras de Ana      | Pablo Serra Érika Johnson          | Lucero Suárez                              |      |
| 17 | 2006 | Acorralada                | Alberto Gómez                      | Peter Tinoco Ana Teresa Arismendi          |      |
| 18 | 2007 | Bajo las riendas del amor | Katia Ramírez Estrada Enna Márquez | Ignacio Sada Madero Alfredo Schwarz        |      |
| 19 | 2007 | Amor comprado             | Verónica Suárez                    | Peter Tinoco Ana Teresa Arismendi          |      |
| 20 | 2008 | Valeria                   | Alberto Gómez                      | Peter Tinoco Ana Teresa Arismendi          |      |
| 21 | 2008 | Alma indomable            | Alberto Gómez                      | Peter Tinoco Ana Teresa Arismendi          |      |
| 22 | 2009 | Pecadora                  | Verónica Suárez                    | Peter Tinoco Ana Teresa Arismendi          |      |

### Década de 2010

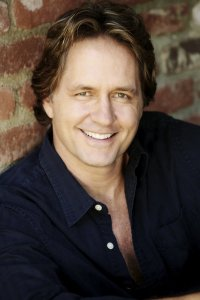
Guy Ecker ele era o protagonista de novelas Eva Luna, Corazón apasionado e Rosario.

| #  | Ano  | Telenovela                 | Escritor | Produtor                                  | Ref.          |
| -- | ---- | -------------------------- | --- | ----------------------------------------- | ------------- |
| 23 | 2010 | Sacrificio de mujer        | Carlos Pérez Santos | Peter Tinoco Ana Teresa Arismendi         | [ 4 ] [ 5 ]   |
| 24 | 2010 | Eva Luna                   | Alex Hadad | Peter Tinoco Carlos Sotomayor             | [ 6 ] [ 7 ]   |
| 25 | 2011 | Corazón apasionado         | Alberto Gómez | Peter Tinoco                              | [ 8 ] [ 9 ]   |
| 26 | 2012 | El talismán                | Verónica Suárez | Peter Tinoco Carlos Sotomayor             | [ 10 ] [ 11 ] |
| 27 | 2012 | ¿Quién eres tú?            | Jimena Romero Lina Uribe | Hugo León Ferrer                          | [ 12 ] [ 13 ] |
| 28 | 2012 | Rosario                    | Alex Hadad | Peter Tinoco Carlos Sotomayor             | [ 14 ]        |
| 29 | 2013 | Los secretos de Lucía      | Jörg Hiller | Manuel Fraíz-Grijalba Carlos Lamus Alcalá | [ 15 ] [ 16 ] |
| 30 | 2013 | La Madame                  | Nubia Barreto | Hugo León Ferrer                          | [ 17 ] [ 18 ] |
| 31 | 2013 | Cosita linda               | Nora Castillo | Peter Tinoco Carlos Sotomayor             | [ 19 ]        |
| 32 | 2014 | La viuda negra             | Yesmer Uribe | Hugo León Ferrer                          | [ 20 ] [ 21 ] |
| 33 | 2014 | Demente criminal           | Andrés López López | Carlos Sotomayor Carlos Lamus Alcalá      | [ 22 ] [ 23 ] |
| 34 | 2014 | Tiro de gracia             | Jörg Hiller | Manuel Peñaloza                           | [ 24 ]        |
| 35 | 2014 | El Chivo                   | Humberto "Kiko" Olivieri | Hugo León Ferrer                          | [ 25 ] [ 26 ] |
| 36 | 2014 | Señorita Pólvora           | Andrés Montoya Ana María Londoño | Gabriela Valentán                         | [ 24 ]        |
| 37 | 2014 | Voltea pa' que te enamores | Nora Castillo | Carlos Sotomayor Carlos Lamus Alcalá      | [ 27 ]        |
| 38 | 2015 | La esquina del diablo      | Covadonga Espeso Jordi Arencón | Hugo León Ferrer                          | [ 24 ]        |
| 39 | 2015 | Ruta 35                    | Andrés López López | Cristina Palacio                          | [ 24 ]        |
| 40 | 2015 | El Dandy                   | Rodrigo Ordoñez Larissa Andrade | Gabriela Valentán                         | [ 24 ]        |
| 41 | 2016 | La viuda negra 2           | Yesmer Uribe | Hugo León Ferrer                          | [ 24 ]        |
| 42 | 2016 | Blue Demon                 | Carlos Algara Alejandro Martínez | Ximena Cantuarias                         | [ 24 ]        |
| 43 | 2016 | La piloto                  | Jörg Hiller | Patricio Wills                            | [ 24 ]        |
| 44 | 2017 | Falsos falsificados        | |                                           | [ 24 ]        |
| 45 | 2017 | Las Buchonas               | Andrés López López | Patricio Wills                            | [ 24 ]        |
| 46 | 2017 | La bella y las bestias     | Juan Camilo Ferrand | Patricio Wills                            | [ 24 ]        |
| 47 | 2018 | Descontrol                 | Carlos Wasserman Juan Carlos Aparicio Schlesinger Diego Chalela Arango Carlos Moreli Luis Miguel Rivas Granada Daniela Richer Figueroa | Perla Martínez Legorreta                  | [ 24 ]        |
| 48 | 2018 | La piloto 2                | Jörg Hiller | Carlos Bardasano                          | [ 24 ]        |
| 49 | 2018 | Amar a muerte              | Leonardo Padrón | Carlos Bardasano                          |               |